# Hamada (miasto)
Hamada (jap. 浜田市 Hamada-shi) – miasto w Japonii, na wyspie Honsiu, w prefekturze Shimane.

## Położenie
Miasto leży w zachodniej części prefektury Shimane nad Morzem Japońskim. Graniczy z miastami:
- Masuda
- Gōtsu

## Miasta partnerskie
- Chiny: Shizuishan
- Korea Południowa: Pohang